# 耶蘇基督之新約教会
耶蘇基督之新約教会（いえすきりすとのしんやくきょうかい）はプロテスタントの教派の一つである。
日本郵船の社員であった森勝四郎（1873年-1920年）が客の置き忘れた聖書を読んで回心した。そして、伝道者を志して、明治学院、プリンストン大学神学部で学んだ。帰国後、高知県高岡で伝道活動を開始して群れを形成した。
1920年（大正9年）の森勝四郎の没後に、野中一魯男（1884年-1951年）が後継者になった。森がなくなる前に、野中を東京に派遣して、世田谷区の経堂で集会を持った。
1931年（昭和6年）の宗教団体法の成立に伴い、野中は東京府、高知県、愛知県、静岡県、兵庫県の集会を耶蘇基督之新約教会として届け出た。
1941年（昭和16年）9月11日、野中を初めとした38人が治安維持法違反で一斉検挙された。容疑は、東京の集会の信者の熊沢とよの軍刑違反の嫌疑である。取調べの結果、教会が「国体否定」「不敬思想」などの不法な教理を発見したという内容だった。結局、日本基督教団には加盟せずに宗教結社として戦中をすごした。
野中は1943年（昭和18年）5月に第一審の判決で、懲役2年6ヶ月になった。実刑判決を受け服役して、1944年（昭和19年）6月に多摩刑務所を出所する。
1945年（昭和20年）の終戦と同時に伝道を開始した。西荻窪に移り、イエス・キリストの教会と称し単立教会として伝道を続けた。
1992年（平成4年）に日本福音キリスト教会連合に加入し、現在は西荻南イエス・キリストの教会と称している。

## 特色
- 安息日の厳守
- 偶像礼拝の拒否
- 組織、規則を持たないこと
- イースターやクリスマスを行わない。なぜなら、信仰者にとって毎日がクリスマスでイースターだからである。